# Ra (Stargate)
En la serie de ciencia ficción Stargate SG-1 y en la película original de Stargate, Ra es un personaje ficticio basado en el Ra de la Mitología Egipcia.
Fue el primero en descubrir la Tierra y los Tau'ri. Tuvo un hijo con Hathor, Heru'ur, y era hermano de Apophis. Sus jaffa de élite eran los Guardias de Horus. Debido a su poder, astucia y autoridad, se ganó el puesto del más poderoso de los Señores del Sistema. A pesar de la animosidad que los Señores del Sistema sentían uno por el otro, Ra fue reconocido como el Supremo Señor del Sistema Goa'uld, el emperador nominal de los Goa'uld. Debido a esto y al supuesto asesinato de Egeria, los Tok'ra tienen su nombre, el cual significa "contra Ra". Murió luego de 10 000 años de reinado, en la rebelión de los habitantes de Abydos.

## En la película original
Ra murió en la película de Stargate. La premisa de la película era que Ra era un alienígena humanoide que adquirió forma humana poseyendo el cuerpo de un joven chico (se deduce que la posesión fue realizada a través de una especie de fusión molecular) y se hacía pasar por un dios para esclavizar a la gente de la Tierra. Fue destronado en la Tierra, pero todavía dominaba el planeta Abydos que era el planeta al que viajaron desde la Tierra.
La misión de la Tierra pudo comunicarse con los nativos, que estaban esclavizados por Ra. Los planes eran destruir la "Puerta Estelar" de Abydos con una bomba nuclear ante cualquier amenaza. Finalmente la bomba no fue detonada en el planeta sino en la nave pirámide de Ra, donde fue introducida gracias a los anillos de transporte.
En la serie Stargate SG-1 cambiaron la historia alterando por completo el origen de Ra y su forma corporal, Ra pasó de ser un alienígena humanoide a ser una criatura parásita con forma de anguila llamada Goa'uld, era el más valiente e inconsciente de los Señores del Sistema y por ello se ganó el título de Supremo Señor del Sistema y devino en emperador de facto de los Goa'uld aunque esto era más bien un título nominal.
Ra apareció una sola vez en Stargate SG-1 (Episodio "Moebius Part 1" de la octava temporada), en el que el equipo SG-1 usó una máquina del tiempo de los Antiguos para viajar al pasado de la tierra, justo antes de la revolución en contra de Ra.

## Historia ficticia

### Primera Dinastía Goa'uld
Ra apareció en el año 22.000 a. C., junto con otros señores inferiores como Apep, Nut y Thoth. Apep se apoderó del imperio de Atok, el primer macho alfa. Ra, junto con los otros, expandió su imperio casi barriendo con los Unas. Fue entonces en que Anubis hizo su aparición y se ganó el favor de Apep.
Cuando Anubis mató a Apep, los demás Goa'uld se unieron contra él. Anubis fue derrotado en el 17.400 a. C. y Ra ocupó el puesto mayor del imperio.
Bastet fue recompensado por el propio Ra por su ayuda en la lucha contra Anubis, quien introdujo a Osiris e Isis entre los señores inferiores. Para asegurarse de que el incidente que hubo con Anubis nunca volvería a ocurrir, Ra desmanteló la superarma de Anubis y dividió a los cristales que la alimentaban entre los Goa'uld restantes. Así terminó la Primera Dinastía Goa'uld, dando lugar a la segunda.

### Segunda Dinastía Goa'uld
Con los Unas de su planeta nativo escaseando y los simbiontes Goa'uld creciendo a un ritmo constante, Ra y los demás llevaron a sus especies al límite. Alrededor del año 16.000 a. C., Ra creó una nueva forma de gobierno y se erigió como Señor del Sistema Supremo. Para llegar a Señor del Sistema, los integrantes del grupo debían votar si estaban de acuerdo o no. Por este período Ra tomó a Egeria como pareja.
Alrededor del año 14 000 a. C., los Goa'uld descubrieron pequeñas cantidades de Naquadah, por lo que Ra impulsó una era de expansión. Probablemente por esto entraron en conflicto con los Asgard por primera vez en el año 13.860 a. C. Los Asgard inmediatamente se declararon enemigos de los Señores del Sistema.
Los Goa'uld atacaron a los Asgard, pero estos demostraron ser más poderosos. Por eso los primeros se retiraron de la batalla, y Ra comenzó a buscar reservas de Naquadah. Casi cuatro mil años después los Goa'uld atacaron a los Asgard y los Furlings. En vez de ganar la guerra, provocaron el enfrentamiento constante entre las razas.
A pesar de no atacar directamente, hubo muchas batallas y entre ellas Ra logró reemplazar su cuerpo de Unas por el del Asgard Famrir. Sin embargo, este nuevo cuerpo empezó a rechazar el simbionte y además resultó herido en batalla en el 9177 a. C. Huyendo de los Asgard, Ra encontró la Tierra y comenzó a usar a los humanos como huéspedes ideales de Goa'uld, reemplazando el cuerpo agonizante de Famrir. Los humanos así empezaron a adorarlo como a un dios. Entonces instaló un Stargate en Egipto (desconociendo el que se encontraba originalmente en la Antártida), y esclavizó a los humanos.